# Stažnjevec
Stažnjevec je naselje koja teritorijalno spada pod grad Ivanec, Varaždinska županija. Smješten je na istočnome dijelu Bednjanskog polja, u mikrogeniji doline Bednje u sjeverozapadnoj Hrvatskoj, 5 km sjeveroistočno od grada Ivanca. 
Prema popisu iz 2001. godine ima 333 stanovinka (ili 102 domaćinstva), a prosječni godišnji prirodni prirast stanovništva bilježi negativnu stopu od -0,52% (1991. – 2001.). Područje Stažnjevca obuhvaća područje površine 4,11 km2. Prosječna gustoća naseljenosti je 81 st./km2. Gospodarska osnova Stažnjevca čini poljodjelstvo, vinogradarstvo i stočarstvo, trgovina, ugostiteljstvo i obrti. 
Pripada Župi sv. Margarete djevice i mučenice iz Margečana, Gornjovaraždinski dekanat Varaždinske biskupije.

## Stanovništvo
| broj stanovnika | 257   | 287   | 304   | 348   | 390   | 466   | 512   | 539   | 523   | 511   | 432   | 350   | 367   | 351   | 333   | 340   | 332   |
|                 | 1857. | 1869. | 1880. | 1890. | 1900. | 1910. | 1921. | 1931. | 1948. | 1953. | 1961. | 1971. | 1981. | 1991. | 2001. | 2011. | 2021. |

## Poznate osobe
- Ivo Ladika, hrv. pjesnik, leksikograf i novinar